# Servicio de atención al cliente
El servicio de atención al cliente, es el servicio que ofrece una empresa para relacionarse con sus clientes antes, durante o después de una compra. Es un conjunto de actividades (estrategias) interrelacionadas que ofrece la empresa con el fin de que el cliente obtenga el producto en el momento y lugar adecuado y se asegure un uso correcto del mismo. Se trata de una herramienta de mercadeo que puede ser muy eficaz en una organización si esta responde a ciertas políticas institucionales.  
En el servicio de atención al cliente podemos encontrar lo que es la fidelización de los clientes, la cual consiste en hacer que el cliente se vuelva habitual, para lograr esto se aplican una serie larga de estrategias y técnicas de marketing. Establecer y entender la importancia de la relación entre el usuario final y las organizaciones permite mejorar el servicio al cliente como estrategia para competir en la dinámica actual de los mercados en donde la tecnología y la innovación son cambiantes y generan mayor exigencia en las relaciones de valor. Para que los clientes se vuelvan habituales debemos ofrecer un buen producto y tener una buena calidad de servicio, para esto hay que aplicar unos componentes: confiabilidad, accesibilidad, seguridad, y empatía. Si se logran estos componentes, es muy seguro que el cliente se vuelva habitual y la empresa obtenga beneficios.
De acuerdo con (Blanco, 2001) la atención al cliente “Representa una herramienta estratégica que permite ofrecer un valor añadido a los clientes con respecto a la oferta que realicen los competidores y lograr la percepción de diferencias en la oferta global de la empresa”.

## Pasos de la atención al cliente
- Saluda al cliente:
  - Míralo a los ojos.
  - Dale las gracias por haber entrado, llamado o visitado.
  - Desconéctate del mundo y concéntrate en la persona.
- Concédele valor:
  - Al valorar con sinceridad al cliente, me gano su simpatía y confianza.

- Pregúntale en que le puedes servir:
  - Un auténtico interés por conocer que quiere el cliente, produce en el mismo una muy grata impresión.
- Escúchalo atentamente:
  - Es más fácil entender al cliente cuando se sabe escuchar.
  - Escuchar con verdadera atención, produce una impresión positiva en el cliente.
- Ayúdalo amablemente:
  - El cliente demanda ayuda para obtener lo que quiere, cubre esa demanda.
  - Concédele el servicio de manera rápida, amable y bien hecha.
- Invítalo a que regrese:
  - Al cliente le encanta que seamos agradecidos por su compra y que lo invitemos a volver pronto.
  - Propicia que quiera volver a hacer negocio contigo.

## Servicio al cliente interno
El servicio al cliente no sólo atiende las expectativas del comprador, pues igualmente el cliente interno, dentro de la cadena cliente-proveedor interna, requiere de un servicio que permita sincronizar la gestión del cliente que está dentro de una organización con el que está afuera. Dicho de otra forma: si quieres mejorar el servicio al cliente externo, primero debes mejorar el servicio al interno, pues este soporta los procesos que permiten al comprador lograr la satisfacción con el bien o servicio adquirido. Se debe ser muy enfático en este punto ya que es lo que los demás verán de la empresa como tal. 
Para lograr lo anterior, toda organización precisa capacitar a todo su equipo humano, a fin de desarrollar las competencias necesarias para dotarlos de los conocimientos o estimular la actitud de servicio requerida.   
Estas competencias son: 
- Orientación al servicio
- Orientación al cliente

## Servicio al cliente en agencia de publicidad
En publicidad una cuenta es un cliente. No se confunda el departamento de cuentas con el departamento de contabilidad, que son dos entidades diferentes, y más bien se podría referir con el administrativo por ser la unidad de donde se deduce que el producto ya ha sido entregado y por donde se puede establecer el canal adecuado para la formulación de un reclamo. El servicio se encarga solo de la parte administrativa.
Los puestos que se pueden ocuparemos en un departamento de Servicio a Clientes o de Cuentas son Trainee, Ejecutivo de Cuenta Jr., Ejecutivo de Cuenta y Gerente. El trabajo consiste básicamente en comprender los objetivos publicitarios del cliente, en obtener de él la información clave sobre la marca, el producto, el mercado y el público a al equipo de personas que dentro de la agencia va a preparar la propuesta de campaña; si el Cliente la aprueba, se ocupará de coordinar todo el proceso de realización de campaña publicitaria. Debe dirigir hacia una misma dirección, el trabajo y el esfuerzo de todos los que intervienen y, además, hacerlo en los tiempos establecidos. Por lo tanto, las funciones del departamento de servicio al cliente son: 
- Crear y mantener la relación con cada cliente y entenderlos.
- Coordinar los equipos internos y externos que participan en la elaboración de la campaña.
- Hacer presentaciones de un proyecto o situación.
- Generar nuevos negocios.

La atención al cliente se centra en garantizar una experiencia del cliente positiva antes, durante y después de una compra. La atención al cliente es crucial porque permite que los clientes satisfechos conecten con una marca de una manera especial. Un servicio al cliente de alta calidad asegura que el cliente se sienta valorado y escuchado durante su interacción con la marca, lo que a su vez, promueve la lealtad y la repetición de compras. Además, una atención excepcional puede transformar clientes ocasionales en embajadores de la marca, fortaleciendo así la imagen y el prestigio de la empresa.
La atención al cliente se centra en garantizar una experiencia del cliente positiva antes, durante y después de una compra. La atención al cliente es crucial porque permite que los clientes satisfechos conecten con una marca de una manera especial. Un servicio al cliente de alta calidad asegura que el cliente se sienta valorado y escuchado durante su interacción con la marca, lo que a su vez, promueve la lealtad y la repetición de compras. Según estudios recientes, una atención excepcional puede transformar clientes ocasionales en embajadores de la marca, fortaleciendo así la imagen y el prestigio de la empresa (Gómez & Fernández, 2020).
El interlocutor con este departamento por parte del cliente es el director o jefe de publicidad, o los gerentes de marca o la persona que en cada caso sea responsable de la comunicación publicitaria en la empresa (director de marketing, director de comunicación, etc.).
Cuando el número de clientes lo requiere, se dividen en grupos de cuentas, cada uno de ellos con un director de cuentas, del que dependen los supervisores, de estos los ejecutivos y, por último, los asistentes. De esta manera queda organizado el departamento.
En la mayoría de las agencias, los directores de cuentas se ocupan de la planificación estratégica. Hoy, debido a la importancia que se da a la marca como elemento principal de diferenciación y por tanto de competitividad, esta función recae en el planner, una figura nueva existente sólo en las grandes agencias. Podemos decir que se trata de un especialista en la conducta de los públicos y en el desarrollo de marcas. No es que este trabajo no se hiciera anteriormente, pero muchos anunciantes y agencias son ahora más conscientes de que cualquier acción que realice la empresa de cara a los consumidores debe potenciar la marca, es decir, el posicionamiento (el lugar que ocupa en la mente del consumidor) y la creencia que se tiene sobre ella. Crear una figura específica con este cometido exclusivo es una forma de asegurar los resultados.
El planner tiene las funciones de:
- Profundizar en el conocimiento sobre el producto, el consumidor, el mercado y la competencia,
- Diseñar la estrategia de comunicación y orienta a los departamentos de cuentas y creatividad para la elaboración de los planes que se presentarán al cliente.

Si existe el planner, el departamento de servicio al cliente se centra en el trabajo de gestión y coordinación, así como en la búsqueda de nuevos clientes.

### Servicios prestados
Usualmente se constituye como una unidad dentro de la empresa, dependiente del departamento de ventas o marketing, con el objeto de resolver los problemas o dudas que tienen los clientes con respecto al producto comprado o al servicio contratado: preguntas de uso del producto, reclamos y garantías, artículos defectuosos, cambios o devoluciones, promociones y ventas especiales, resolución de conflictos, servicio técnico y mantenimiento, hacia el clientes, por nombrar algunos.
Existen instalaciones especializadas en atender los requerimientos de los clientes por teléfono (centros de llamadas o call centers, en inglés). La evolución de la tecnología ha permitido otras formas de interacción como el correo electrónico o el chat (a esos centros se les llama centros de contacto o contact centers, en inglés).
En el caso de los centros de llamado, los números suelen ser una línea gratuita o alguna línea muy cara de tarificación especial.
Nos encontramos en la era del servicio, por tanto, el servicio al cliente es una de las dimensiones primordiales de la actual economía.
Servicio al cliente, una valiosa cualidad
“La buena atención hace la diferencia ante la competencia”, expresa Anna Mercedes Marroquín de Lembke, gerente de la posada rural San Ricardo, ubicada en Tecpán, Guatemala.  

## Proyecto UPSS (User Pays Social Service)
Considerando la posibilidad de que los usuarios que solicitan información paguen por ella, a través de los números de teléfono de tarificación adicional, los sistemas de pago de servicios por Internet, etc. y considerando la posibilidad de distribuir los picos de intensidad de actividad, mediante el sistema de foros de preguntas, en el cual se colocan las preguntas, pero estas no se contestan en línea, sino a cualquier hora del día, en los períodos de baja actividad; se están desarrollando servicios, donde los que resuelven los problemas y preguntas son personas discapacitadas o de la tercera edad, que reciben un porcentaje del pago realizado por el usuario, quedando un porcentaje bajo, como comisión para el organizador; consistiendo en esto el Servicio social del sistema, sobre todo en los países de envejecimiento acelerado de su población.